# 監督失格
『監督失格』（かんとくしっかく）は、2011年公開の平野勝之監督による日本のドキュメンタリー映画である。

## 内容
2005年に亡くなった林由美香の仕事仲間で恋人でもあった平野勝之が、彼女を失ったことで絶望の淵に立たされ、そこから再生するまでを描く。

## キャスト
- 林由美香
- 平野勝之（本作品の監督で、実質的主人公）
- 小栗冨美代（林の実母、ラーメン店チェーン「野方ホープ」社長）
- カンパニー松尾（林・平野の仕事仲間、林とは恋人関係であった時期もあった）

## 製作背景
『新世紀エヴァンゲリオン』で知られる庵野秀明が、プロデューサーとして参加している。庵野が実写映画をプロデュースするのは初めてのことであり、『旧劇場版エヴァ』の制作で、精神的に疲弊していた時に、平野監督の『自転車不倫野宿ツアー 由美香』を観て、救われた事に対しての恩返しとして、引き受けることを決めた。

## 音楽
音楽は、シンガーソングライターの矢野顕子が、映画に使用されている全6曲を、新たに書き下ろした上で演奏している。

### iTunes配信
しあわせなバカタレ (2011年8月30日 YMC)

### サウンドトラック盤
監督失格 soundtrack (2011年10月12日 YMC、ローソン・HMV限定販売)
1. しあわせなバカタレ (piano version)
2. はじまりの旅
3. Wheels Turning
4. Deep Down
5. しあわせなバカタレ
6. 終わらない旅
  - 庵野秀明プロデュースによる「しあわせなバカタレ」のプロモーションビデオを収録したDVD付き。

## 受賞歴
- 第21回日本映画プロフェッショナル大賞[3]
  - 作品賞
  - ベスト・テン1位